# Stefan Banach
Stefan Banach (30 tháng 3 năm 1892 ở Kraków, Đế chế Áo-Hung bây giờ là Ba Lan– 31 tháng 8 năm 1945 ở Lwów, vùng Ba Lan bị Liên Xô chiếm đóng), là một nhà toán học nổi tiếng người Ba Lan, một trong những người dẫn đầu Trường phái toán học Lwów ở Ba Lan trước chiến tranh. Ông tự học toán; tài năng toán của ông được khám phá một cách tình cờ bởi Juliusz Mien và sau này là Hugo Steinhaus.
Khi Chiến tranh thế giới thứ hai bắt đầu, Banach là Chủ tịch Hội toán học Ba Lan và là giáo sư tại Đại học Lwów. Là một thành viên của Viện Hàn lâm khoa học Cộng hòa Xô viết Ukraina, và có quan hệ tốt với các nhà toán học Liên Xô, ông được phép giữ vị trí đó mặc cho sự chiếm đóng thành phố của Hồng quân Xô viết từ năm 1939. Banach sống sót các trận chiếm đóng tàn bạo sau đó của quân Đức từ tháng 7 năm 1941 đến tháng 2 năm 1944, sống sót bằng cách hiến máu cho Viện nghiên cứu Typhus của giáo sư Rudolf Weigl. Sức khỏe của ông suy giảm trong thời bị chiếm đóng, và ông bị nhiễm ung thư phổi. Sau chiến tranh Lwów được sáp nhập vào Liên Xô, và Banach qua đời trước khi có thể được đưa về an nghỉ ở Kraków, Ba Lan. Ông được chôn cất tại Nghĩa trang Lyczakowski.

## Các tác phẩm
Teoria operacji liniowych (Lý thuyết về các toán tử tuyến tính), 1932, được xem như là công trình có ảnh hưởng lớn nhất của Banach. Trong đó ông hình thức hóa khái niệm bây giờ được biết đến như là không gian Banach, và chứng minh nhiều định lý cơ sở của giải tích hàm. Ông cũng là người khởi xướng và biên tập tạp chí Studia Mathematica.
Ngoài việc là một trong những người sáng lập ra giải tích hàm, Banach cũng có các đóng góp quan trọng vào lý thuyết độ đo, lý thuyết tập hợp, và các ngành khác của toán.

## Các câu nói nổi tiếng
Stanisław Marcin Ulam, một nhà toán học khác của Trường phái toán học Lwów, trong tự truyện, đã nói về Banach như thế này:
"Nhà toán học giỏi thấy các điều tương tự. Nhà toán học vĩ đại thấy các điều tương tự giữa các điều tương tự."
Hugo Steinhaus nói về Banach:
"Một trí tuệ ngoại lệ, những khám phá ngoại lệ... ông đã đóng góp cho khoa học Ba Lan hơn tất cả mọi người khác."
"Banach là khám phá khoa học vĩ đại nhất của tôi."